# Ролль, Пьер Никола
Пьер Никола Ролль (фр. Pierre-Nicolas Rolle; 17 июля 1770, Шатийон-сюр-Сен, — 23 августа 1855, Бургундия) — французский историк, автор научных трудов: «Recherches sur le culte de Bacchus, comme symbole de la force reproductive de la nature» (1824) и «Religions de la Grèce».